# Lliga catalana de futbol femenina 1985-1986
La temporada 1985-86 de la Lliga catalana de futbol femenina fou la sisena edició de la competició. Fou organitzada per la Federació Catalana de Futbol. Se celebrà des del setembre de 1985 fins a l'abril de 1986. Hi participaren tretze equips que competiren en format de sistema de tots contra tots a doble volta, amb un total de vint-i-quatre jornades. Es proclamà campió el Penya Barcelonista Barcilona, que aconseguí el seu quart títol consecutiu.
Entre altres resultats, destacà la victòria del FF Vallès Occidental al Bemen 3 (0-27) a la novena jornada. Les màximes golejadores de la competició foren Esther Banqué. del FF Vallès Occidental, amb 42 gols i Emilia Ibàñez, del CF Barcelona, amb 40. Les porteres menys golejades foren Joana Perales, del PB Barcilona, amb 6 gols rebuts, i Elena Calvió, del RCD Espanyol, amb 17.

## Clubs participants
- Argentona
- Futbol Femení Athenas
- Balaguer
- Club Femení Barcelona
- Penya Barcelonista Barcilona
- Bemen 3
- Futbol Femení Catalunya
- Cosmos
- Reial Club Deportiu Espanyol
- Llefià
- Centre d'Esports Sabadell Futbol Club
- Sant Adrià
- Futbol Femení Vallès Occidental

## Taula de resultats
La competició es disputà entre el setembre de 1985 i l'abril de 1986 i hi participaren tretze equips. A la primera assemblea de clubs, celebrada abans de l'inici del torneig, el PB Barcilona proposà continuar amb el model de dues fases de la temporada anterior, però la proposta fou rebutjada per la resta de clubs.
| Casa \ Fora          | ARG  | ATH  | BAL  | CFB  | PBB | BEM  | CAT  | COS  | ESP  | LLE  | SAB  | STA  | VAL  |
| -------------------- | ---- | ---- | ---- | ---- | --- | ---- | ---- | ---- | ---- | ---- | ---- | ---- | ---- |
| Argentona            | —    | 0–4  | 1–5  | 0–10 |     |      |      | 0–8  | 0–14 | 0–4  | 0–13 | 0–10 | 0–1  |
| FF Athenas           | 20–0 | —    | 7–0  | 1–1  |     | 20–0 | 2–1  |      | 0–0  | 3–0  | 2–1  | 1–2  |      |
| Balaguer             | 1–0  | 0–7  | —    | 1–7  | 0–1 | 11–3 | 1–3  | 1–0  | 0–4  |      |      | 0–7  | 0–15 |
| CF Barcelona         | 15–0 | 0–2  | 3–0  | —    | 1–0 | 3–0  | 4–1  | 1–1  | 1–1  | 5–1  | 3–3  | 1–4  | 2–1  |
| PB Barcilona         | 1–0  | 3–0  | 6–0  | 1–1  | —   | 9–3  | 3–0  | 3–0  | 1–0  | 7–0  | 5–1  |      | 1–1  |
| Bemen 3              | 2–1  | 0–10 | 2–7  | 0–14 | 0–1 | —    | 1–11 | 0–21 | 0–22 | 3–15 | 0–20 | 1–13 | 0–27 |
| FF Catalunya         | 13–0 | 2–0  | 10–0 |      | 0–3 |      | —    | 2–0  | 1–2  | 0–2  | 3–2  | 3–1  | 2–1  |
| Cosmos               | 1–0  | 0–1  | 1–1  | 0–1  | 0–2 |      | 1–2  | —    | 1–2  | 3–0  | 1–2  | 0–0  | 2–6  |
| RCD Espanyol         | 8–0  | 2–1  | 6–0  |      | 0–1 | 16–0 | 1–4  | 5–0  | —    | 2–0  | 4–2  | 2–0  | 3–2  |
| Llefià               | 13–0 | 0–2  | 1–0  | 0–1  | 0–2 | 8–1  | 1–3  |      |      | —    |      | 0–2  | 1–2  |
| CE Sabadell FC       | 1–0  | 4–0  | 5–0  | 3–4  | 0–5 | 3–0  | 5–4  | 4–1  | 0–6  | 4–0  | —    | 6–3  | 1–2  |
| Sant Adrià           | 14–0 | 1–2  |      | 1–2  | 2–1 | 22–0 | 3–4  | 5–2  |      | 1–1  | 4–4  | —    | 2–3  |
| FF Vallès Occidental | 7–0  | 3–1  |      |      | 0–1 | 15–1 | 6–2  | 3–0  | 1–0  | 1–0  | 3–1  | 5–3  | —    |

1. ↑  L'Argentona no es presentà al partit.
2. ↑  El Cosmos no es presentà al partit.

## Classificació final
Es proclamà campió el PB Barcilona, amb 20 victòries, 2 empats i dues derrotes, que aconseguí el seu quart títol de Lliga catalana consecutiva. Juntament amb el FF Vallès Occidental, es classificà per a competir al Campionat d'Espanya de futbol.
| Pos. | Equip                | PJ | PG | PE | PP | GF  | GC  | DG   | Pts | Pts |
| ---- | -------------------- | -- | -- | -- | -- | --- | --- | ---- | --- | --- |
| 1    | PB Barcilona         | 24 | 20 | 2  | 2  | 71  | 6   | 65   | 42  | +18 |
| 2    | FF Vallès Occidental | 24 | 19 | 1  | 4  | 135 | 26  | 109  | 39  | +15 |
| 3    | RCD Espanyol         | 24 | 17 | 3  | 4  | 105 | 17  | 88   | 37  | +13 |
| 4    | CF Barcelona         | 24 | 14 | 5  | 5  | 111 | 29  | 82   | 33  | +9  |
| 5    | FF Catalunya         | 24 | 16 | 0  | 8  | 104 | 40  | 64   | 32  | +8  |
| 6    | CF Sabadell          | 24 | 13 | 2  | 9  | 124 | 52  | 72   | 28  | +4  |
| 7    | CF Sant Adrià        | 24 | 12 | 4  | 8  | 119 | 41  | 78   | 28  | +4  |
| 8    | FF Athenas           | 24 | 11 | 4  | 9  | 88  | 25  | 63   | 26  | +2  |
| 9    | Cosmos               | 24 | 6  | 3  | 15 | 45  | 43  | 2    | 15  | -9  |
| 10   | Llefià               | 24 | 7  | 1  | 16 | 49  | 45  | 4    | 15  | -9  |
| 11   | Balaguer             | 24 | 6  | 1  | 17 | 29  | 123 | -94  | 13  | -11 |
| 12   | Argentona            | 24 | 1  | 1  | 22 | 4   | 198 | -194 | 3   | -21 |
| 13   | Bemen 3              | 24 | 0  | 1  | 23 | 10  | 349 | -339 | 1   | -23 |

| Campió de la Lliga catalana 1985-1986    |
| ---------------------------------------- |
| Penya Barcelonista Barcilona Quart títol |

## Estadístiques
| Màximes golejadores | Màximes golejadores | Màximes golejadores  | Màximes golejadores |
| #                   | Nom                 | Club                 | Gols                |
| ------------------- | ------------------- | -------------------- | ------------------- |
| 1                   | Esther Banqué       | FF Vallès Occidental | 42                  |
| 2                   | Emilia Ibáñez       | CF Barcelona         | 40                  |

| Porteres menys golejades | Porteres menys golejades | Porteres menys golejades | Porteres menys golejades |
| #                        | Nom                      | Club                     | Gols                     |
| ------------------------ | ------------------------ | ------------------------ | ------------------------ |
| 1                        | Joana Perales            | PB Barcilona             | 6                        |
| 2                        | Elena Calviño            | RCD Espanyol             | 17                       |